# Rolling Stones w blasku świateł
Rolling Stones w blasku świateł – amerykańsko-brytyjski dokument z 2008 roku będący zapisem koncertu zespołu The Rolling Stones, który odbył się w Beacon Theater w Nowym Jorku jesienią 2006.